# 현재성
현재성(1980년 7월 25일 ~ )은 대한민국의 배우이자 모델이다.

## 출연작

### 영화
- 《혜원아, 사랑해》 (2012년) - 민혁 역

### 드라마
- 《쓰리 데이즈》 (2014년, SBS)
- 《상어》 (2013년, KBS2)
- 《대풍수》 (2012년, SBS)
- 《아직도 결혼하고 싶은 여자》 (2010년, MBC)
- 《아이리스》 (2009년, KBS2)